# Longfield and New Barn
Longfield and New Barn – civil parish w Anglii, w Kent, w dystrykcie Dartford. W 2011 civil parish liczyła 4919 mieszkańców.